# Systyg-Khem
Le Systyg-Khem (en russe : Сыстыг-Хем) est un cours d'eau de Russie qui coule en république autonome de Touva en Sibérie méridionale. C'est un affluent du Grand Ienisseï en rive droite, lui-même constituant nord du fleuve Ienisseï.

## Géographie
Le bassin versant du Systyg-Khem a une superficie de 4 450 km2 (surface de taille équivalente à celle du département français des Hautes-Pyrénées, ou encore à celle de la province du Luxembourg en Belgique).
Le débit moyen à son point de confluence est de 60,5 m3/s.
Le Systyg-Khem est un important torrent de montagne. Il naît sur le versant méridional des monts Saïan qu'il dévale vers le sud. Il finit sa course en s'unissant avec le Grand Ienisseï au niveau de la localité de Tozan.

## Hydrométrie - Les débits mensuels à Tozan
Le débit du Systyg-Khem a été observé pendant 29 ans (période allant de 1960 à 1988) à Tozan, petite localité située à 7 kilomètres de son point de confluence avec le Grand Ienisseï.
Le débit interannuel moyen ou module observé à Tozan sur cette période était de 60,5 m3/s pour une surface de drainage de 4 430 km2, soit plus de 99 % du bassin versant de la rivière.
La lame d'eau écoulée dans ce bassin versant se monte ainsi à 431 millimètres par an, ce qui doit être considéré comme très élevé, et résulte de l'abondance des précipitations arrosant les montagnes du bassin (Monts Saïan).
Rivière alimentée avant tout par la fonte des neiges et des glaces, mais aussi par les pluies d'été, le Systyg-Khem est un cours d'eau de régime nivo-glaciaire.
Les hautes eaux se déroulent au printemps, en mai et en juin, ce qui correspond au dégel et à la fonte des neiges, surtout celles des hauts sommets des Saïan. En juillet, le débit chute, et cette baisse se poursuit mais doucement tout au long du reste de l'été et du début de l'automne. En octobre puis en novembre, le débit baisse fortement à nouveau, ce qui constitue le début de la période des basses eaux. Celle-ci a lieu d'octobre-novembre à avril inclus, et correspond aux gelées intenses qui s'abattent sur toute la Sibérie, et qui sont particulièrement dures dans les régions montagneuses.
Le débit moyen mensuel observé en mars (minimum d'étiage) est de 7,57 m3/s, soit moins de 4 % du débit moyen du mois de mai (213 m3/s), ce qui souligne l'amplitude très importante des variations saisonnières.
Sur la durée d'observation de 29 ans, le débit mensuel minimal a été de 1,60 m3/s en février 1969, tandis que le débit mensuel maximal s'élevait à 514 m3/s en juin 1966.
En ce qui concerne la période estivale, libre de glaces (de juin à septembre inclus), le débit mensuel minimal observé a été de 24,4 m3/s en août 1974, ce qui restait confortable par rapport au débit moyen.